# 393e division de fusiliers (1re formation)
Pour les articles homonymes, voir 393e division.
La 393e division de fusiliers (russe : 393-я стрелковая дивизия) est une division d'infanterie de l'Armée rouge pendant la Seconde Guerre mondiale.
Elle est créée en octobre 1941, après le déclenchement de l'invasion allemande, l'opération Barbarossa.  Elle est mise sur pied dans le district militaire de Kharkov puis combat dans l'offensive de Barvenkovo-Lozavaïa (en), qui crée le saillant d'Izioum-Barvenkovo en janvier 1942 et était destiné à jouer un rôle de premier plan dans une offensive de printemps visant à la libération de Kharkov. Mais le saillant est coupé mi-mai 1942 par une contre-offensive allemande et la division est encerclée et détruite.

## Historique

### Formation
La 393e division de fusiliers commence à se former le 1er octobre 1941, à Sviatogorsk dans le district militaire de Kharkov, probablement sur la base d'unités de milice locales. Son ordre de bataille, basé sur le chtat (tableau d'organisation et d'équipement) de guerre pour les divisions de fusiliers, était le suivant :
- 697e régiment de fusiliers
- 699e régiment de fusiliers
- 704e régiment de fusiliers
- 967e régiment d'artillerie

Du 14 octobre au 9 décembre, le lieutenant-colonel Aleksandr Vasilevich Mukhin exerce les fonctions de commissaire militaire de la division.  Dans ce que Sharp décrit comme un « petit mystère », l'ouvrage commandants de corps et de divisions de la Grande Guerre patriotique (voir Bibliographie) ne nomment pas de commandant de division avant le colonel Ivan Zinoviev (en) le 15 avril 1942, mais il restera dans commandement pour le reste de l'existence de cette formation.

### Offensive d'hiver et bataille de Kharkov
Début novembre, la 393e division est affectée à la 6e armée au sein du front du Sud-Ouest. Lorsque l'offensive de Barvenkovo-Lozovaïa commence le 18 janvier 1942, la division est en premier échelon de cette armée et a progressé sur 90 à 100 km à la fin du mois. Au 1er avril 1942, elle est toujours sous ces commandements, aidant à défendre la partie nord de la tête de pont de Barvenkovo le long d'un front de 135 km allant de Balakleïa à Samoïlovka. En préparation de l'offensive de printemps visant à vaincre le groupement allemand de Kharkov et à libérer la zone, la division est subordonnée au groupe d'armées Bobkine, commandé par major-général Leonid Bobkine (de). Ce groupe est principalement formé des 393e et 270e divisions de fusiliers, de la 7e brigade de chars et du 6e corps de cavalerie. Le groupe devait pénétrer la défense allemande dans le secteur de 10 km de Kochparovka à Kiptivka avec pour mission immédiate de capturer la ligne de Dmitrovka à Seredovka pour couvrir l'entrée en lice du 6e corps de cavalerie. Il s'agit alors d'exploiter vers l'ouest et le sud-ouest, avec pour objectif ultime Krasnograd. 
Au soir du 11 mai, les forces du front du Sud-Ouest ont pris leurs positions de départ pour l'offensive. La 393e division de fusiliers et un régiment de la 270e sont concentrés dans le secteur Kochparovka - Kiptivka pour préparer la pénétration, très à l'ouest dans le saillant. L'attaque commence à 7 h 30 le 12 mai après une préparation d'artillerie de 60 minutes. En raison de problèmes de coordination entre le groupe des fronts sud-ouest et sud, Bobkine ne reçoit aucun soutien aérien. Malgré cela, la 393e division enfonce les défenses de la 454e division de sécurité, jusqu'à une profondeur de 4 à 6 km dans la matinée, permettant à Bobkine d'engager sa cavalerie et ses chars dans l'après-midi. À la fin de la journée, le groupe de choc a brisé la résistance allemande sur un front de 42 km et avancé de 12 à 15 km. Le lendemain, les défenses allemandes sont pénétrées dans toute leur profondeur sur l'axe de Krasnograd, la pénétration est élargie à 50 km et les divisions de fusiliers avancent encore de 16 km tandis que le 6e corps de cavalerie gagne 20 km.
Le 14 mai, les 393e et 270e divisions s'emparent des positions de Kokhanovka à Oulianovka et se rapprochent également de Keguitchevka. À la fin de la journée, la profondeur de pénétration atteint 25 à 40 km. Cependant, le deuxième échelon de la 6e armée soviétique est à la traîne. Keguitchevka est prise par le 697e régiment de fusiliers le 15 tandis que le reste de la division avance des deux côtés de la rivière Bogataia au sud de là. À la fin du 16 mai, le 6e corps de cavalerie a encerclé Krasnograd mais ne peut prendre la ville par manque de forces de soutien ; pendant ce temps, la 393e division avait capturé une ligne allant de Chkavrovoto à Mojarka. Cependant, les forces blindées allemandes se rassemblent plus à l'est face aux positions de la 9e armée soviétique dans le secteur de Barvenkovo.
La contre-offensive allemande commence le matin du 17 mai et vise immédiatement les positions de la 9e armée et le flanc gauche de la 57e armée. Pendant ce temps, les 21e et 23e brigades de chars de la 6e armée avancent toujours vers l'ouest, tandis que le groupe Bobkine s'enlise dans les combats pour Krasnograd. Le 18, alors que le 699e régiment de fusiliers est déplacé vers le nord-ouest en direction de cette ville dans le cadre de l'offensive soviétique en cours, la 9e armée est en déroute et la 1re Panzerarmee a presque parcouru la moitié du terrain nécessaire pour couper le saillant. Dans l'après-midi du 19 mai, Staline autorise finalement la suspension de l'offensive ; un nouveau groupe d'armées Kostenko est formé, incluant les 270e et 393e divisions de l'ancien groupe Bobkine plus trois divisions de fusiliers supplémentaires et deux brigades de chars dans le but de contre-attaquer l'avancée des forces allemandes à la fin du 21 ou au début du 22,.
Le 21 mai, la 393e commence à reculer vers Keguitchevka, mais elle est l'unité soviétique la plus à l'ouest du saillant car le 6e corps de cavalerie se replie plus rapidement. Le lendemain, la 1re Panzerarmee renouvelle son offensive et, le soir, elle fait la jonction de la 44e division d'infanterie de la 6e armée allemande près de Balakleïa, scellant ainsi la poche. Le 23, une force mixte d'unités roumaines et allemandes frappa à la frontière entre la 393e division et la 266e division de fusiliers, mais l'attaque est repoussée alors même que les deux divisions se retiraient. Le 24 mai, le retrait de 393e division s'accélère car elle est requise pour lancer une tentative de percée pour quitter la poche. Elle est ajoutée à un groupe de choc composé des 317e et 150e divisions de fusiliers, des 49e et 26e divisions de cavalerie, de trois brigades de chars et des restes de deux corps de chars.
La percée doit commencer à l'aube du 25 mai, mais elle ne commence finalement qu'à 10 heures et reste désorganisée tout au long de la journée. La 393e division se dirige toujours vers son point de concentration à Novooukraïnka. Les deux jours suivants, la division est déplacée vers le nord en direction de Mikhaïlovka mais ne fait aucun progrès contre les 3e et 23e Panzerdivision. Les 28 et 29, hormis la 266e division qui se retire dans un certain ordre, seuls des individus et de petits groupes pveuent s'échapper de la poche, soit environ 22 000 au total. Le général Bobkine est tué lors d'une de ces tentatives d'évasion. Le colonel Zinovev est répertorié comme commandant de ce qui restait de la division jusqu'à sa dissolution, le 30 juin.